# 福島県立川口高等学校
福島県立川口高等学校（ふくしまけんりつかわぐちこうとうがっこう）は、福島県大沼郡金山町に所在する県立高等学校。学生や地元住民からは川高（かわこう）の愛称で親しまれる。2018年に創立70周年を迎えた。

## 概要
奥会津地域に所在する高校である。学校敷地は戦国時代の奥州山ノ内氏の居城・玉縄城（二の丸）にあたるが、学校建設にあたって二の丸の城跡遺構は消失している。
かねてより山村留学として遠方生徒の受け入れを行っていたが、2020年より地域みらい留学に参画。2025年度時点では全校生徒75名のうち27名の県外生が在籍、県内遠方地域の生徒を加えると61名が寮で生活をしている。県外生は埼玉県が最も多く、関東圏や新潟県、遠いところでは大阪府や愛知県からの進学者がいる。
学習面では小規模である利点を生かして進学指導や就職指導に力を入れており、国語と数学と英語では1年次には1学級を3分割、2年次には1学級を2分割（α・β・γクラス。2021年度に在籍生徒数が増加したためγクラスが復活）した習熟度別授業を実施し、進学補習や公務員試験の補習、個別指導が盛んに行われている。進学では国立大学に毎年合格者を輩出している。また就職では介護職員初任者研修終了証(旧ホームヘルパー2級)を取得出来る社会福祉コースが設置されている。中距離通学生のために寄宿舎として「学校寮」が存在しており、寄宿舎内でクリスマス会や避難訓練等の行事が行われていたが老朽化のため一時閉鎖。2024年度から男子フロアが再開、2025年度に女子フロアが再開して全面再開した。加えて2015年（平成27年）より、県外/県内遠方からの進学者のために町が若桐寮を設立。閉寮期間はお盆と年末年始のみ。

## 沿革
- 1948年7月31日 - 福島県立川口高等学校として開校。定時制農業科・家政科を設置。同郡横田村、沼沢村、昭和村に分校を設置。
- 1948年8月18日 - 開校式挙行。
- 1950年 - 本校に定時制普通科を設置。
- 1950年11月3日 - 本校校舎竣工式。
- 1951年 - 本校に全日制普通科設置、定時制普通科を閉課程。
- 1951年5月3日 - 昭和分校旧校舎焼失。
- 1952年5月3日 - 沼沢分校校舎竣工式。
- 1952年12月3日 - 昭和分校校舎竣工式。
- 1953年 - 沼沢分校定時制農業科・家政科募集停止、短期産業教育課程を設置。
- 1955年8月13日 - 横田分校校舎落雷により全焼。
- 1958年 - 沼沢分校が短期産業教育課程募集停止に伴い閉校。
- 1959年 - 本校農業科・家庭科募集停止。
- 1960年2月11日 校歌制定。
- 1960年12月15日 - 旧校舎より新校舎に移転。
- 1961年12月23日 - 校旗制定。
- 1963年 - 横田分校が閉校。
- 1976年 - 昭和分校が閉校。
- 1982年10月16日 - 新校舎竣工式。
- 1984年10月21日 - 学校後援組織「桐径会」結成。
- 1990年4月1日 - 社会福祉（選択科目）学習を開始。
- 1995年4月1日 - 社会福祉コース設置。
- 2008年 - 創立60周年記念式典。
- 2018年 - 創立70周年。
- 2019年 -  創立70周年記念式典。「川高”AAA”project」開始
- 2020年 - 奥会津風土新体感プログラム開始、地域みらい留学に参画
- 2024年 - 学校寮の男子フロアが再開
- 2025年 - 学校寮の女子フロアが再開したため、全面再開

## 交通

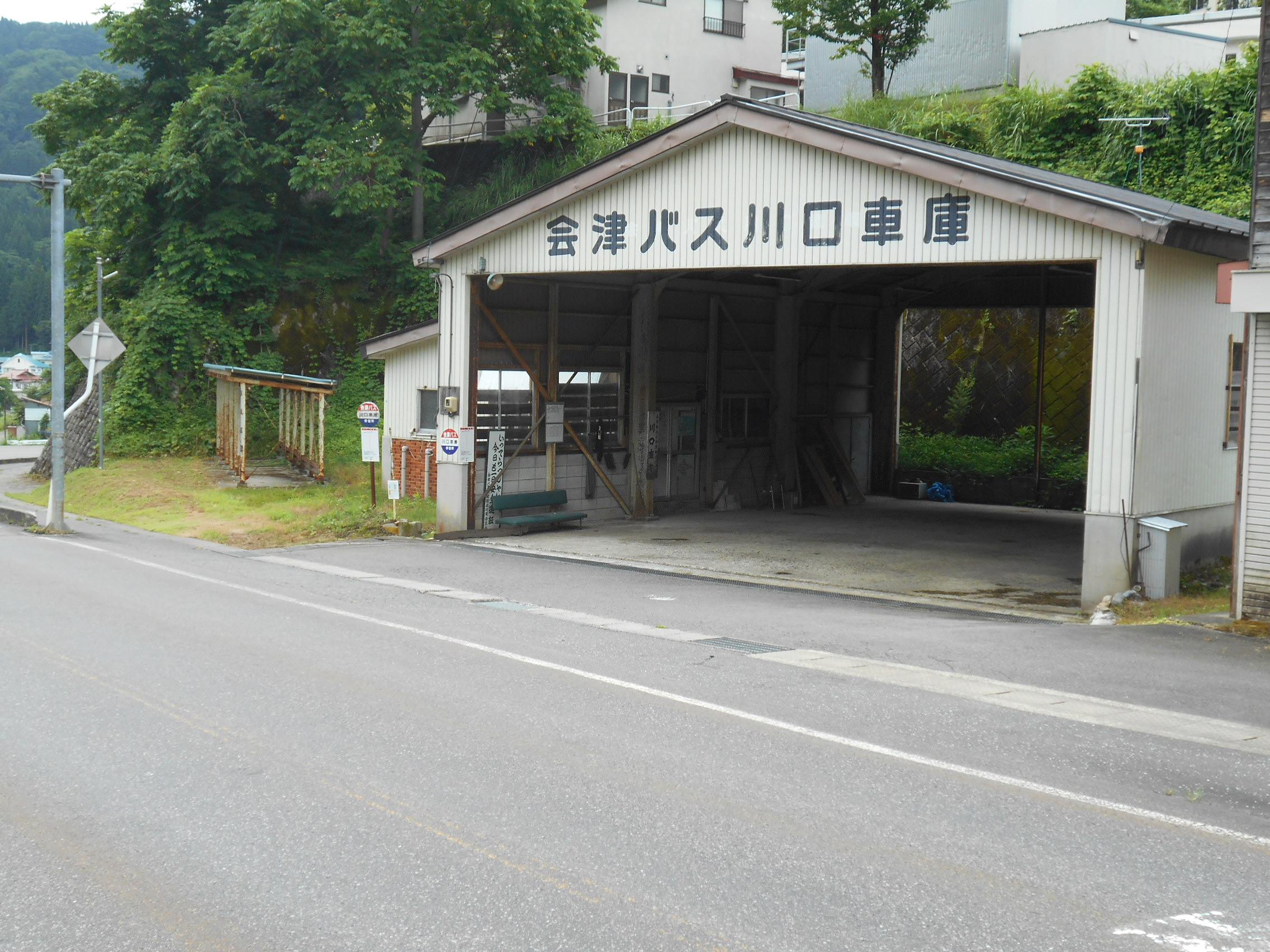
川口高校前停留所

- JR東日本只見線会津川口駅より徒歩約15分。
- 会津バス川口車庫前より徒歩3分。

2011年（平成23年）7月の新潟福島豪雨による只見線代行バスでは川口高校前停留所がある。これは会津バスの川口車庫の目の前に停車する。
運賃は、本名駅に行くのと同じ値段のため、切符は本名の乗車券を購入する。

## 著名な出身者
- 滝沢幸助（政治家、元民社党衆議院議員、中退）